# 6-Stunden-Rennen von Brands Hatch 1980

Streckenlayout 1980

Das 6-Stunden-Rennen von Brands Hatch 1980, auch World Championship 6 Hours, Brands Hatch, fand am 16. März in Brands Hatch statt und war der zweite Wertungslauf der Sportwagen-Weltmeisterschaft dieses Jahres.

## Das Rennen
Das 6-Stunden-Rennen von Brands Hatch endete mit dem überraschenden Doppelsieg der beiden Werks-Lancia Beta Montecarlo Turbo. Es war nicht nur der erste Lancia-Sieg in der Weltmeisterschaft seit der Mille Miglia 1954 (Alberto Ascari im Lancia D24), sondern auch der erste Erfolg eines Gruppe-5-Wagens mit einem Motor unter 2 Liter Hubraum. Überschattet wurde das Rennen vom tödlichen Unfall des britischen Rennfahrers Martin Raymond.
Schnellster im Qualifikationstraining war Reinhold Joest in seinem Porsche 908 mit 2,1-Liter-Sechszylinder-Turbomotor. In seiner schnellsten Runde benötigte er für die 4,207 Kilometer lange Rennstrecke eine Zeit von 1:25,420 Minuten. Hinter dem Porsche reihten sich die beiden Werks-Lancia von Walter Röhrl/Riccardo Patrese sowie Eddie Cheever/Michele Alboreto mit 1,4-Liter-Vierzylinder-Turbomotor ein. Ein Rennwagen-Veteran ging vom vierten Startplatz aus ins Rennen. Der deutsche Dentist und Amateur-Rennfahrer Siegfried Brunn fuhr einen acht Jahre alten Porsche 908/3, der schon bei der Targa Florio 1972 Werks-Ersatzwagen war. Sein Teamkollege war der Schweizer Albert Obrist.
Das Rennen entwickelte sich rasch zu einem Dreikampf der beiden Werks-Lancia mit dem Joest-Porsche, den neben dem Teameigner auch Volkert Merl steuerte. Bis zur Rennhälfte hatte die Führung mehrmals gewechselt, als es zum fatalen Unfall kam. In seiner 103 Runde drehte sich der Chevron B36 von Martin Raymond zwischen den Streckenabschnitten Westfield und Dingle Dell. Als Grund für den Dreher des gut platzierten Chevron wurde bei einer Untersuchung nach dem Rennen ein blockierendes Getriebe angenommen. Da der Wagen auf der Fahrbahn stand, schoben ihn die Streckenposten in eine Auslaufzone, wo Raymond gegen die Anweisungen der Streikposten ausstieg und am Wagen zu arbeiten begann. Obwohl die Posten mit gelben Flaggen auf die Gefahr hinwiesen, kam es wenig später an derselben Stelle, nach einem Missverständnis beim Überrunden, zu einer Kollision zwischen dem Osella PA8 von Marco Rocca und dem Porsche 911 Carrera RSR von Paul Edwards. Dabei prallten die beiden Wagen gegen den abgestellten Chevron und überfuhren Raymond, der noch an der Unfallstelle starb. Paul Edwards brach sich beim Unfall die Hand und Rocca einen Fußknöchel.
Das Rennen wurde in der 111. Runde ab- und für 75 Minuten unterbrochen. Um auf volle WM-Punkte für die Teilnehmer zu kommen, wurde es für eine Rennstunde erneut gestartet. Nachdem der Joest-Porsche mit Merl am Steuer in der ersten Runde nach dem Wiederbeginn mit einem defekten Zahnradgestänge ausrollte, fuhren die Werks-Lancia einen Doppelsieg ein.

## Ergebnisse

### Schlussklassement
| 1               | Gr. 5   | 19  | Lancia Corsa Italy                      | Riccardo Patrese Walter Röhrl                         | Lancia Beta Montecarlo Turbo | 147 |
| 2               | Gr. 5   | 20  | Lancia Corsa Italy                      | Eddie Cheever Michele Alboreto                        | Lancia Beta Montecarlo Turbo | 146 |
| 3               | S + 2.0 | 8   | Alain de Cadenet                        | Alain de Cadenet Desiré Wilson                        | De Cadenet Lola LM           | 145 |
| 4               | Gr. 5   | 21  | Jolly Club                              | Carlo Facetti Martino Finotto                         | Lancia Beta Montecarlo Turbo | 143 |
| 5               | Gr. 5   | 11  | Charles Ivey Engineering                | John Cooper Pete Lovett Dudley Wood                   | Porsche 935K3                | 139 |
| 6               | Gr. 5   | 7   | Malaya Garage Ltd.                      | Barrie Williams Adrian Yates-Smith                    | Porsche 911 SC               | 135 |
| 7               | Gr. 5   | 15  | Vegla Racing Team Aachen                | Dieter Schornstein Harald Grohs                       | Porsche 935/77A              | 135 |
| 8               | GT      | 26  | Lubrifilm Racing Team                   | Angelo Pallavicini Herbert Müller                     | Porsche 934                  | 135 |
| 9               | S 2000  | 33  | Bell & Colvill                          | John Sheldon John Brindley Juliette Slaughter         | Lola T492                    | 134 |
| 10              | S + 2.0 | 2   | Siegfried Brunn                         | Siegfried Brunn Albert Obrist                         | Porsche 908/3                | 133 |
| 11              | S 2000  | 30  | Brands Hatch Racing                     | Divina Galica Mark Thatcher                           | Tiga SC80                    | 133 |
| 12              | Gr. 5   | 14  | Simon Phillips                          | Ray Mallock Richard Jones Simon Phillips              | Porsche 911 Carrera RSR      | 133 |
| 13              | GT      | 29  | Thierry Perrier                         | Thierry Perrier Roger Carmillet                       | Porsche 911 SC               | 130 |
| 14              | S 2000  | 31  | Ian Taylor Racing Ltd.                  | Ian Taylor Neil Crang Mario Hytten                    | Tiga SC79                    | 129 |
| 15              | S 2000  | 38  | Robert Parker                           | Robert Parker Nick Faure Jorge Koechlin               | Lola T492                    | 128 |
| 16              | GT      | 41  | Jacques Guérin                          | Jacques Guérin Marcel Gastaretti Jean-Louis Schlesser | Porsche 934                  | 128 |
| 17              | S 2000  | 37  | TDC Trailers and Rigids Ltd.            | Syd Fox Mike Ford                                     | Lola T492                    | 125 |
| 18              | ser.GT  | 40  | Alain-Michel Bernard                    | Georges Bourdillat Roland Ennequin                    | Porsche 911 SC               | 118 |
| Nicht klassiert |         |     |                                         |                                                       |                              |     |
| 19              | Gr. 5   | 10  | Christian Bussi                         | Christian Bussi Bernard Salam                         | Porsche 935                  | 130 |
| 20              | Gr. 5   | 18  | Tuff-Kote Dinol Racing                  | Jan Lundgardh Kurt Simonsen Preben Kristoffersen      | Porsche 935LI                | 129 |
| 21              | GT      | 28  | Morris Stapleton London’s Morgan Agents | William Wykeham Bruce Stapleton Brian Classic         | Morgan Plus 8                | 118 |
| 22              | S 2.0   | 6   | David Mercer                            | David Mercer Richard Jenvey                           | Vogue SP2                    | 101 |
| Disqualifiziert |         |     |                                         |                                                       |                              |     |
| 23              | S 2.0   | 4   | Dorset Racing Associates                | Leon Walger Peter Clark                               | Lola T297                    | 29  |
| Ausgefallen     |         |     |                                         |                                                       |                              |     |
| 24              | S + 2.0 | 1   | Liqui Moly Equipe                       | Reinhold Joest Volkert Merl                           | Porsche 908/3 Turbo          | 111 |
| 25              | S 2.0   | 3   | Mogil Motors Ltd.                       | Martin Raymond Tony Charnell                          | Chevron B36                  | 103 |
| 26              | S + 2.0 | 16  | March Racing                            | Patrick Nève Michael Korten                           | March-BMW M1                 | 98  |
| 27              | Gr. 5   | 12  | Paul Edwards                            | Paul Edwards Barry Robinson                           | Porsche 911 Carrera RSR      | 96  |
| 28              | Gr. 5   | 23  | Team Immobilien Reiss                   | Albrecht Krebs Gerd Reiss                             | BMW 320i Turbo               | 90  |
| 29              | GT      | 27  | Autofarm Ltd.                           | Tony Dron Richard Cleare                              | Porsche 934                  | 90  |
| 30              | S 2.0   | 5   | Lella Lombardi Torino Corse             | Lella Lombardi Marco Rocca                            | Osella PA8                   | 82  |
| 31              | Gr. 5   | 9   | Weralit Elora Racing Team               | Edgar Dören Jürgen Lässig Gerhard Holup               | Porsche 935K3                | 72  |
| 32              | Gr. 5   | 22  | Giuseppe Piazzi                         | Renzo Zorzi Giuseppe Piazzi                           | Fiat X1/9                    | 6   |
| Nicht gestartet |         |     |                                         |                                                       |                              |     |
| 33              | Gr. 5   | 20T | Lancia Corsa Italy                      | Michele Alboreto                                      | Lancia Beta Montecarlo Turbo | 1   |

1 Trainingswagen

### Nur in der Meldeliste
Hier finden sich Teams, Fahrer und Fahrzeuge, die ursprünglich für das Rennen gemeldet waren, aber aus den unterschiedlichsten Gründen daran nicht teilnahmen.
| Pos. | Klasse | Nr. | Team                               | Fahrer                                                  | Chassis         |
| ---- | ------ | --- | ---------------------------------- | ------------------------------------------------------- | --------------- |
| 34   | GT     | 25  | Hahn Sportwagen GmbH               | Armin Jahn Klaus Utz                                    | Porsche 934     |
| 35   | S 2000 | 31  | Ian Taylor Racing Ltd.             | Ian Taylor Neil Crang Mario Hytten                      | Tiga SC80       |
| 36   | S 2000 | 32  | Kimpton Marketing/Ron Imports Ltd. | Mike Kimpton Nick Whiting                               | Tiga SC80       |
| 37   | S 2000 | 34  | Jac Nelleman                       | Kurt Thiim Peter Elgaard Jac Nelleman                   | Tiga SC78       |
| 38   | S 2000 | 35  | Wilkinson Sword                    | Alan Humberstone Nick Cole Mike Blanchet                | Lola T590       |
| 39   | S 2000 | 36  | Link Systems                       | Frank Sytner John Bury                                  | Link            |
| 40   | GT     | 40  | Alain-Michel Bernard               | Alain-Michel Bernard Georges Bourdillat Roland Ennequin | Porsche 934     |
| 41   | GT     | 50  | Frox Clothing                      | Martin Birrane                                          | Lotus Esprit S1 |

### Klassensieger
| Klasse  | Fahrer                  | Fahrer          | Fahrer             | Fahrzeug                     | Platzierung im Gesamtklassement |
| ------- | ----------------------- | --------------- | ------------------ | ---------------------------- | ------------------------------- |
| S + 2.0 | Alain de Cadenet        | Desiré Wilson   |                    | De Cadenet Lola LM           | Rang 3                          |
| S 2.0   | kein Teilnehmer im Ziel |                 |                    |                              |                                 |
| S 2000  | John Sheldon            | John Brindley   | Juliette Slaughter | Lola T492                    | Rang 9                          |
| Gr. 5   | Riccardo Patrese        | Walter Röhrl    |                    | Lancia Beta Montecarlo Turbo | Gesamtsieg                      |
| GT      | Angelo Pallavicini      | Herbert Müller  |                    | Porsche 934                  | Rang 8                          |
| ser.GT  | Georges Bourdillat      | Roland Ennequin |                    | Porsche 911 SC               | Rang 18                         |

### Renndaten
- Gemeldet: 41
- Gestartet: 32
- Gewertet: 18
- Rennklassen: 6
- Zuschauer: unbekannt
- Wetter am Renntag: warm und trocken
- Streckenlänge: 4,207 km
- Fahrzeit des Siegerteams: 3:51:47,000 Stunden
- Gesamtrunden des Siegerteams: 147
- Gesamtdistanz des Siegerteams: 618,429 km
- Siegerschnitt: 159,940 km/h
- Pole Position: Reinhold Joest – Porsche 908/3 Turbo (#1) – 1:25,420
- Schnellste Rennrunde: unbekannt
- Rennserie: 2. Lauf zur Sportwagen-Weltmeisterschaft 1980